# Emiliano Mazzoni
Emiliano Mazzoni, né en 1953, est un astronome amateur italien.

## Biographie
Le Centre des planètes mineures le crédite de la découverte de deux astéroïdes, effectuée entre 1998 et 1999, dont un avec la collaboration de Massimo Ziboli.
L'astéroïde (49469) Emilianomazzoni lui est dédié,.
| (69977) Saurodonati | 28 novembre 1998 |
| (91257) 1999 CG82   | 13 février 1999  |